# 斯利斯 (印地安納州)
斯利斯（英語：Sleeth）是位於美國印地安納州卡洛爾縣的一個非建制地區。該地的面積和人口皆未知。

## 地理
斯利斯的座標為40°38′57″N 86°43′03″W / 40.64917°N 86.71750°W，而該地的平均海拔高度為201米（即659英尺）。